# Кочурина, Елизавета Сергеевна
Елизавета Сергеевна Кочурина (род. 1 октября 2002 года, Костомукша) — российская волейболистка, центральная блокирующая.

## Биография
Родилась 1 октября 2002 года в Костомукше. В 7 лет начала заниматься волейболом, в 12 лет перешла в СДЮСШОР № 4 г. Нижний Новгород.
Профессиональную карьеру начала в 2017 году в команде «Динамо-УОР», выступавшей в Высшей лиге «Б». В 2018—2020 годах выступала за «Динамо-Казань», с которым стала чемпионкой России 2020 года и обладательницей Кубка России 2019 года. В 2020—2021 годах выступала за «Спарту». В 2021 году подписала контракт с клубом «Протон». Летом 2022 года Кочурина перешла во французский клуб «Волеро Ле Канне».
С 2017 года привлекается в юниорскую сборную России. В том же году с командой победила на чемпионате EEVZA U16 и стала серебряным призёром чемпионата Европы среди девушек до 16 лет. В 2018 году стала чемпионкой Европы среди девушек. В 2019 году участвовала в чемпионате мира среди девушек, а также стала победительницей Летнего Европейского юношеского Олимпийского фестиваля. В июле 2021 года приняла участие в чемпионате мира среди женских молодёжных команд, завоевав бронзовые медали.

## Достижения

### Со сборной
- Бронзовый призёр чемпионата мира среди молодёжи (2021)
- Победительница Летнего Европейского юношеского Олимпийского фестиваля (2019)
- Чемпионка Европы среди девушек (2018)
- Серебряный призёр чемпионата Европы среди девушек до 16 лет (2017)
- Победительница чемпионата EEVZA U16 (2017)

### С клубами
- Чемпионка России (2020)
- Обладательница Кубка России (2019)
- Бронзовый призёр Кубка России (2018)

### Индивидуальные
- Лучшая блокирующая чемпионата Европы среди девушек (2018)
- Лучшая блокирующая чемпионата Европы среди девушек до 16 лет (2017)